# بيرون (سوم)
بيرون (النطق الفرنسي: [peʁɔn]) هي بلدية من قسم السوم في أوت دو فرانس في شمال فرنسا. إنه الموقع السابق لدير بيرون، الذي أسسه الأنجلوسكسوني إيورسينوالد. وأصبح موقعها مثوى للقديس فرسا، وقد احتفل به المؤرخ الإنجليزي الشهير بيدي. كان الدير مشهورًا لدى الرهبان الأيرلنديين، ومن بينهم سيلانوس، الذي نجت رسائله إلى ألدهيلم أسقف شيربورن. اشتهر بيرون لدى الرهبان الأيرلنديين لدرجة أن الدير أصبح يُعرف باسم بيرونا سكوتوروم. تم تدمير الدير في غارة الفايكنج عام 880. وهو قريب من المكان الذي وقعت فيه معارك السوم عام 1916 وأول عام 1918 والثانية عام 1918 خلال الحرب العالمية الأولى. يقع متحف الحرب العظمى (المعروف بالفرنسية باسم Historial de la Grande Guerre) في القصر.

## وصلات خارجية
- الموقع الرسمي